# Grafenwöhr
Grafenwöhr is een gemeente in de Duitse deelstaat Beieren, en maakt deel uit van het Landkreis Neustadt an der Waldnaab.
Grafenwöhr telt 6.419 inwoners.

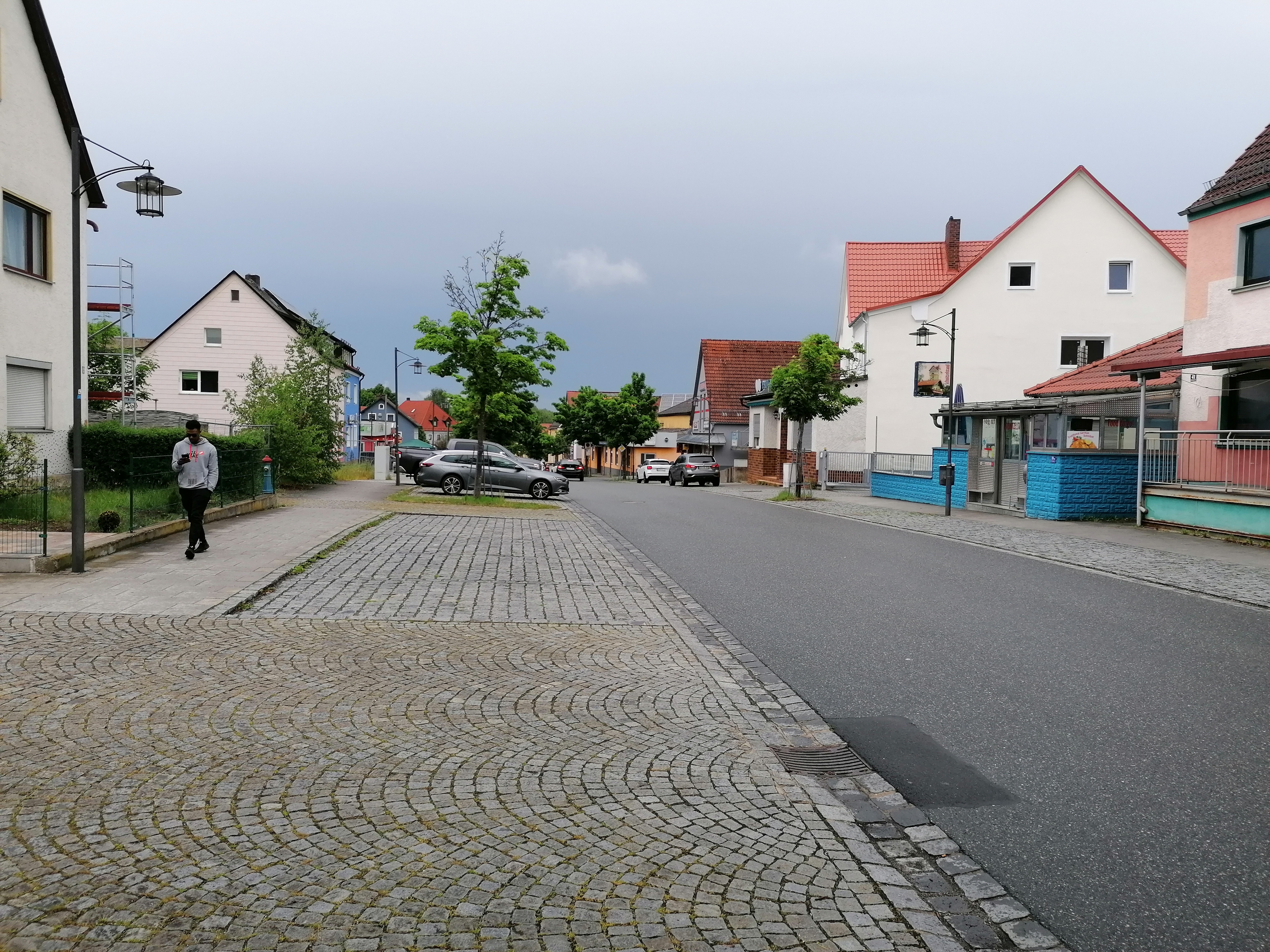
Alte Amberger Straße

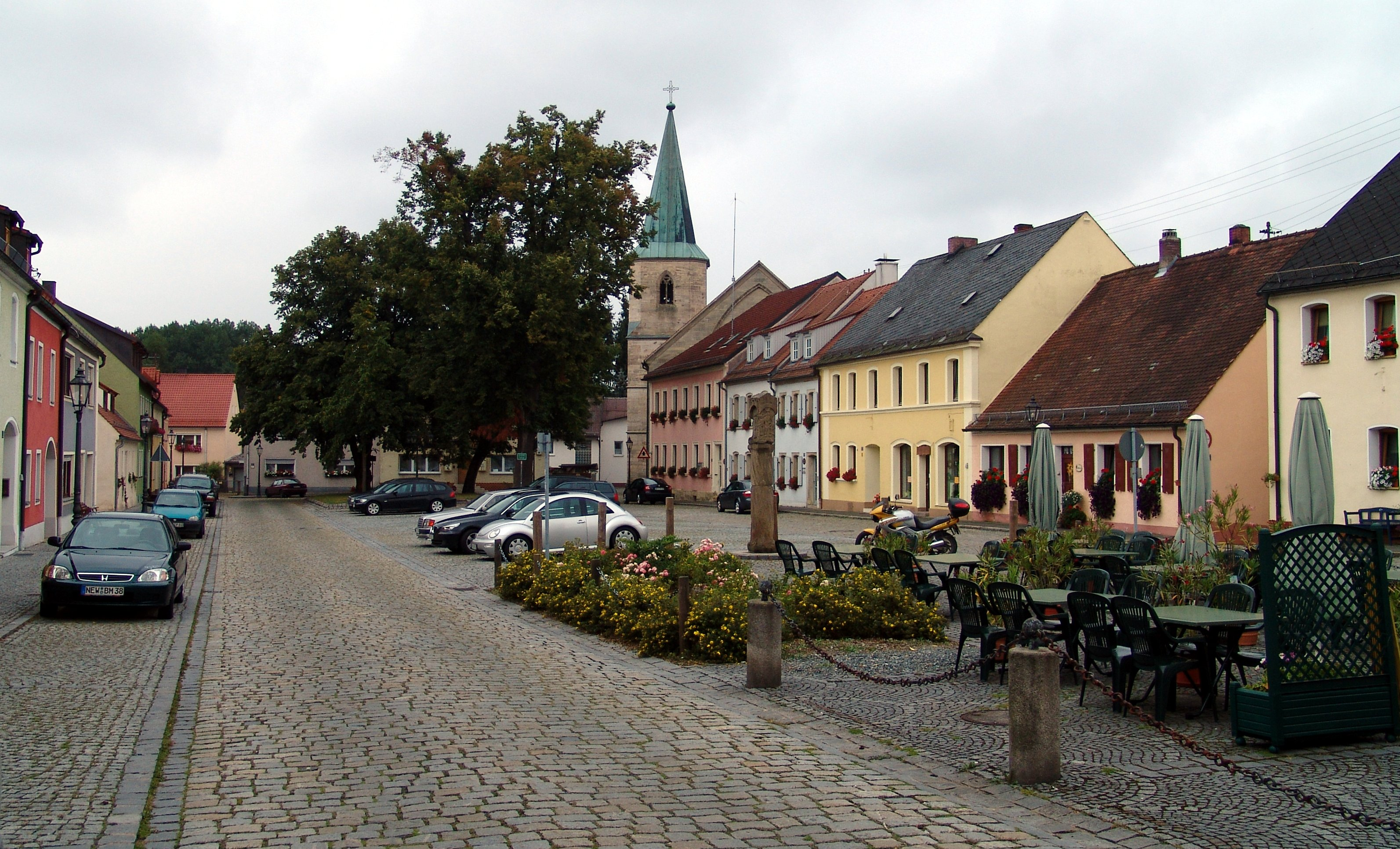
Marktplein Grafenwöhr

Naast het stadscentrum van Grafenwöhr zelf, liggen op het grondgebied nog de dorpen Bruckendorfgmünd, Dorfgmünd, Gößenreuth, Hammergmünd, Hütten, Josephsthal, Kollermühle, Moos en Grub. Een uitgestrekt westelijk deel van het grondgebied doet dienst als militair oefenterrein voor het Amerikaanse leger.
Altenstadt a.d.Waldnaab ·
Bechtsrieth ·
Eschenbach i.d.OPf. ·
Eslarn ·
Etzenricht ·
Floß ·
Flossenbürg ·
Georgenberg ·
Grafenwöhr ·
Irchenrieth ·
Kirchendemenreuth ·
Kirchenthumbach ·
Kohlberg ·
Leuchtenberg ·
Luhe-Wildenau ·
Mantel ·
Moosbach ·
Neustadt am Kulm ·
Neustadt a.d.Waldnaab ·
Parkstein ·
Pirk ·
Pleystein ·
Pressath ·
Püchersreuth ·
Schirmitz ·
Schlammersdorf ·
Schwarzenbach ·
Speinshart ·
Störnstein ·
Tännesberg ·
Theisseil ·
Trabitz ·
Vohenstrauß ·
Vorbach ·
Waidhaus ·
Waldthurn ·
Weiherhammer ·
Windischeschenbach